# Jean Le Fèvre
Jean Le Fevre de Saint-Remy (Abbeville, 1395-Brujas, 16 de junio de 1468) fue un cronista borgoñón y señor de Saint Remy.

## Biografía
De familia noble, luchó junto con otros borgoñones en el ejército inglés en la Batalla de Azincourt. En 1430, al fundarse la Orden del Toisón de Oro por Felipe el Bueno, duque de Borgoña, Le Fèvre fue nombrado rey de armas de la misma, y por eso fue conocido también como Toison d'or. Acompañó al duque Felipe III en muchas negociaciones diplomáticas, actuó como árbitro en torneos y en cuestiones de caballería, en las que sus amplios conocimientos sobre heráldica resultaron muy útiles. Murió en Brujas de causas naturales.
Escribió Chronique, ou Histoire de Charles VI, roy de France, que en gran medida es una simple copia de la obra de Enguerrand de Monstrelet, pero es obra original suya el período de los años 1428 a 1436. Se le atribuye también Livre des faites de Jacques di Lalaing.